# Badia de Plenty
Bay of Plenty (nom anglès, literalment 'badia de l'Abundància'), normalment abreujat BoP, és una regió neozelandesa localitzada a la part septentrional de l'illa del Nord que s'estén al voltant de la badia homònima. El nom maori, tant per a la badia mateix com per a la regió, és Te Moana-a-Toi, és a dir 'el mar de Toi', en al·lusió a l'antic explorador Toi-te-tuatahi.
La regió fa frontera amb Gisborne a l'est, Hawke's Bay al sud i Waikato a l'oest.

## La badia

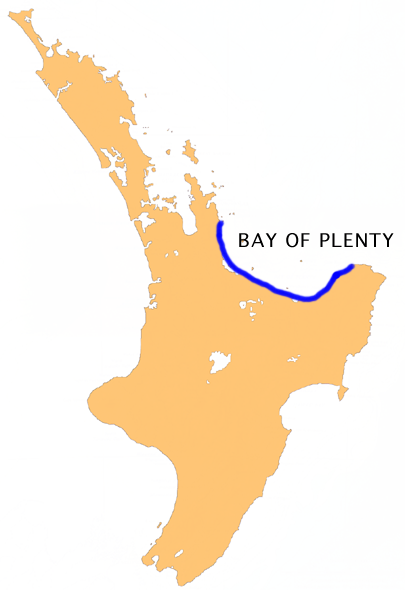
Mapa de situació de la badia

La badia es troba entre la península de Coromandel a l'oest i el cap Runaway a l'est. La regió es troba rodejada per les serralades de Mamaku i Kaimai, que formen una zona boscosa escassament habitada. A la badia s'hi troben diverses illes com ara Tuhua (o Mayor), Motiti, Whale i la més famosa pel seu volcà en actiu, l'illa de Whakaari (o White).
Fou James Cook el qui li posà nom a la badia, el novembre de 1769. La va batejar com a «badia de l'Abundància» per la gran quantitat d'aliments que va poder obtenir de les poblacions maoris que visità, en contraposició al que havia observat a la «badia de la Pobresa» (Bay of Poverty, situada més avall, a la costa oriental de l'illa.

## La regió

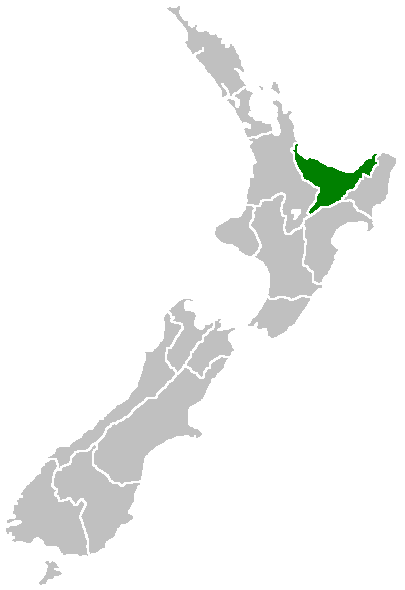
Mapa de situació de la regió

La regió administrativa estructurada entorn de la badia té una extensió de 12.231 km² i una població estimada de 272.300 habitants el 2009, amb un augment estimat de fins a 277.900 habitants per a l'any 2011. Segons el cens del 2006, dels 257.379 habitants de la regió el 67,1% eren d'ascendència europea i un 27,5% s'autoidentificaven com a maoris.
Les dues ciutats principals són Tauranga (112.500 hab.) i Rotorua (68.200 hab.); aquestes dues poblacions acordaren que els òrgans de govern de la regió se situessin a la localitat de Whakatane (34.400 hab.). Altres localitats de la regió són Kawerau (6.900 hab.), Te Puke (6.700 hab.), Opotiki (4.000 hab.) i Katikati (3.600 hab.). L'agricultura i el turisme són les principals indústries de la regió, essent molt important el balneari proper a Rotorua.
L'àrea està coberta densament per arbres i entre els boscos es du a terme agricultura extensiva. El clima és subtropical, temperat i marítim. Principalment s'hi produeixen kiwis, pomes, avocats i fusta. Com en tot Nova Zelanda, existeixen grans ramats d'ovelles.

## Política

### Política nacional
Nacionalment, Bay of Plenty es localitza en cinc circumscripcions electorals generals i en una circumscripció electoral maori a la Cambra de Representants de Nova Zelanda.
| Circumscripció   | Diputat           | Partit   |
| ---------------- | ----------------- | -------- |
| Bay of Plenty    | Tony Ryall        | Nacional |
| East Coast       | Anne Tolley       | Nacional |
| Rotorua          | Todd McClay       | Nacional |
| Taupō            | Louise Upston     | Nacional |
| Tauranga         | Simon Bridges     | Nacional |
| Waiariki (maori) | Te Ururoa Flavell | Maori    |